# Bronisława Czekańska-Kucznerowicz
Bronisława Czekańska-Kucznerowicz – działaczka partyjna, radna Miejskiej Rady Narodowej, trzecia przewodnicząca prezydium Miejskiej Rady Narodowej Kłodzka w latach 1953–1954.

## Życiorys
Po zakończeniu działań wojennych w 1945 osiedliła się w Kłodzku, gdzie wstąpiła w szeregi Polskiej Partii Robotniczej, a po jej przekształceniu w grudniu 1948 Polskiej Zjednoczonej Partii Robotniczej. Zasiadała w strukturach miejskich obu partii politycznych.
Zasiadała w Miejskiej Radzie Narodowej od 1945. Została wybrana na przewodniczącą MRN w Kłodzku 16 maja 1953, kończąc tym samym wakat na tym stanowisku, trwający siedem miesięcy po odwołaniu w październiku roku poprzedniego Karola Bidzieńskiego. Była pierwszą kobietą sprawującą funkcje włodarza Kłodzka, którą pełniła do czerwca 1954